# Catherinne Bringas
Catherinne Susana Bringas Zanzi (nacida el 6 de agosto de 1995 en Lima, Perú) es una futbolista peruana que juega como defensa. Ha sido parte de clubes como Alianza Lima y FC Killas, y ha representado al fútbol peruano en torneos internacionales como la Copa Libertadores Femenina 2021, donde alcanzó los cuartos de final.

## Trayectoria

### Alianza Lima
Catherinne Bringas Zanzi formó parte del equipo femenino de Alianza Lima desde el 2019 hasta el 2023. En la temporada del 2021, se coronó campeona nacional y participó en la Copa Libertadores Femenina 2021, disputada en Paraguay. El equipo alcanzó los cuartos de final, logrando así el mejor resultado histórico de un club peruano en dicha competencia. Además, anotó un gol en la Liga Femenina FPF de ese mismo año. Asimismo, el año siguiente se coronó bicampeona al alzar por segunda vez la copa nacional.

### FC Killas
Tras su paso por Alianza Lima, Bringas fichó por el FC Killas, club con el que ha seguido participando en la Liga Femenina.

## Logros
- Campeona de la Liga Femenina FPF con Alianza Lima (2021)
- Bicampeona de la Liga Femenina FPF con Alianza Lima (2022)
- Participación en la Copa Libertadores Femenina 2021 (cuartos de final)

Catherinne Bringas participó en la Copa Libertadores Femenina 2021.

### Títulos nacionales
| Título            | Club         | País | Año  |
| ----------------- | ------------ | ---- | ---- |
| Liga Femenina FPF | Alianza Lima | Perú | 2021 |
| Liga Femenina FPF | Alianza Lima | Perú | 2022 |